# Leśnik (województwo kujawsko-pomorskie)
Leśnik – osada w Polsce położona w województwie kujawsko-pomorskim, w powiecie mogileńskim, w gminie Mogilno. Miejscowość wchodzi w skład sołectwa Józefowo.
W latach 1975–1998 miejscowość należała administracyjnie do województwa bydgoskiego.